# Нью-Йоркская объединённая теологическая семинария
Нью-Йоркская объединённая теологическая семинария (англ. Union Theological Seminary in the City of New York, лат. Seminarii Theologici Unioniensis Novi Eboraci) — независимая внеденоминационная теологическая семинария при Колумбийском университете. В XX веке семинария получила всемирную известность как центр либерализма, неоортодоксии и прогрессивизма. 
Расположена на Манхэттене. Основана в 1836 году Пресвитерианской церковью. В XX веке стала известной как место зарождения ряда новых теологических движений. Семинария располагает крупнейшей теологической библиотекой в Западном полушарии.

## Известные выпускники
- Хоули, Джон Стрэттон
- Дитрих Бонхёффер
- Ролло Мэй

## Известные преподаватели
- Рейнгольд Нибур
- Пауль Тиллих